# Крофордсвил (Ајова)
Крофордсвил (енгл. Crawfordsville) град је у америчкој савезној држави Ајова. По попису становништва из 2010. у њему је живело 264 становника.

## Демографија
Према попису становништва из 2010. у граду је живело 264 становника, што је -31 (-10.5%) становника више него 2000. године.
| Група             | 2000.       | 2010.       |
| Белци             | 291 (98,6%) | 237 (89,8%) |
| Афроамериканци    | 0 (0,0%)    | 2 (0,8%)    |
| Азијати           | 0 (0,0%)    | 0 (0,0%)    |
| Хиспаноамериканци | 3 (1,0%)    | 24 (9,1%)   |
| Укупно            | 295         | 264         |